# Двері у літо (фільм)
Двері у літо (Natsu e no tobira — Kimi no iru mirai e — : The Door Into Summer) — японський науково-фантастичний фільм 2021 року режисера Такахіро Мікі. Знято за мотивами однойменного роману Роберта А. Гайнлайна; перший показ відбувся 25 червня 2021 року.

## Про фільм
Винахідник технології робототехніки пограбований його дівчиною та бізнес-партнером і відправлений у майбутнє через кріогенний сон.
Але коли він прокидається через 30 років, йому допомагає людиноподібний робот — спочатку його власне творіння.

## Знімались
| Актор           | Роль     |
| --------------- | -------- |
| Ямадзакі Кенто  | Соічіро  |
| Кая Кійохара    | Ріко     |
| Нацуна Ватанабе | Рін      |
| Наохіто Фудзікі | андроїд  |
| Кента Гамано    | Гота     |
| Тайзо Гарада    | Таро     |
| Томорово Тагучі | професор |
| Рін Таканасі    | Мідоро   |